# Rinascimento umbro

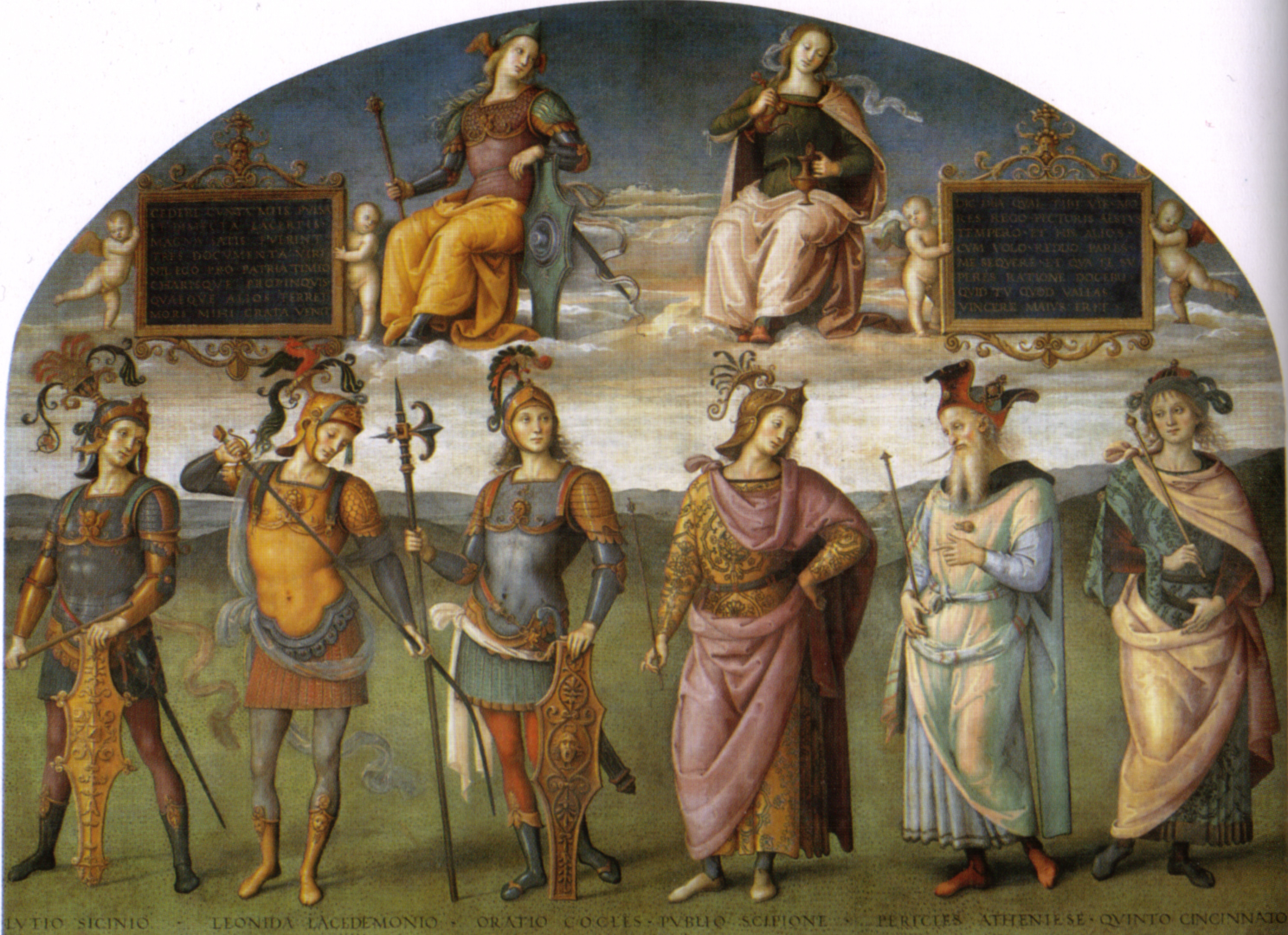
Perugino, affreschi della Sala delle Udienze del Collegio del Cambio (1498-1500)

Il Rinascimento umbro fu una delle declinazioni fondamentali del Rinascimento italiano. L'arte rinascimentale fece la sua comparsa in Umbria nella prima metà del XV secolo, con il soggiorno di alcuni artisti fiorentini di prim'ordine, che vi lasciarono le loro opere. Fu però solo a partire dalla metà del secolo che, tramite l'influenza determinante del Rinascimento urbinate, nacque, prima a Perugia e poi in altre località, una scuola artistica capace di sviluppare un linguaggio caratteristico e indipendente. Grazie ad artisti come Pietro Perugino, Bernardino Pinturicchio e Raffaello Sanzio (urbinate di nascita ma umbro di formazione), lo stile umbro si irradiò nei più importanti centri della penisola, conquistandoli. A Firenze come a Roma gli artisti umbri raccolsero strepitosi successi, arrivando a fornire uno dei contributi fondamentali alla definizione della "Maniera moderna" cinquecentesca.

## Gli apporti esterni
La regione, frammentata in più entità politiche, ebbe diversi tempi di adesione al gusto rinascimentale da centro a centro. In ogni caso si registrò spesso una prima fase di assorbimento passivo, generante solo in un secondo momento una partecipazione attiva alle novità. Tra i primi e più significativi esempi ci fu la Perugia dei Baglioni, per i quali già negli anni trenta lavorarono Domenico Veneziano e, forse, Piero della Francesca (ciclo perduto di affreschi, 1437-1438). 
Seguirono a brevissima distanza Domenico di Bartolo (Polittico di Santa Giuliana, 1438), Beato Angelico (Pala di Perugia, 1438, e affreschi nella volta della Cappella di San Brizio a Orvieto, 1447) e Benozzo Gozzoli (già in regione con l'Angelico, poi autore di opere impegnative a Montefalco, fino al 1452); dopo la metà del secolo si registrarono i soggiorni di Piero della Francesca (Polittico di Sant'Antonio, 1460-1470 circa) e Filippo Lippi (Storie della Vergine nel Duomo di Spoleto, 1466-1468). In architettura a Perugia si assiste a importanti contributi di Agostino di Duccio, alla Porta San Pietro e all'oratorio di San Bernardino, quest'ultimo un delicato esempio di fusione tra architettura e scultura.

## I primi maestri

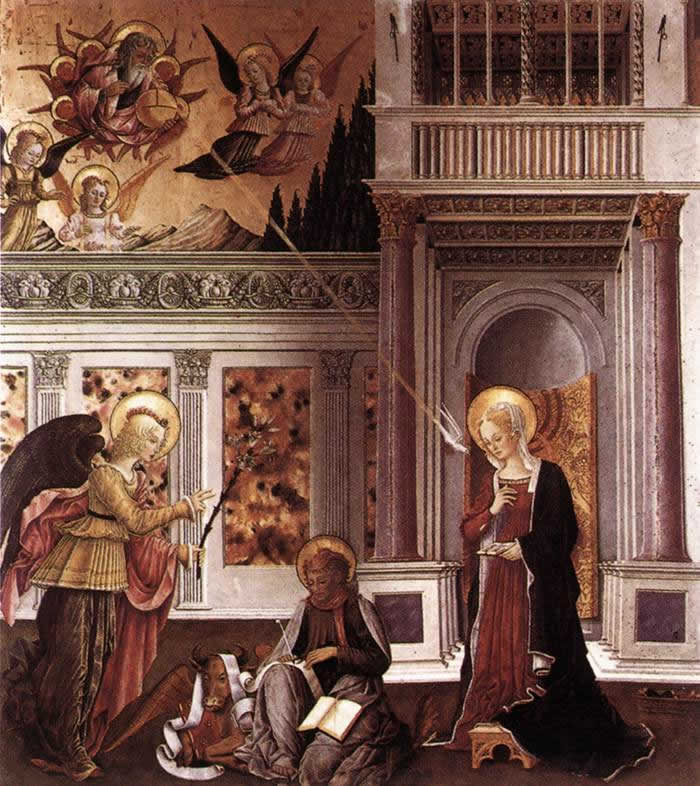
Benedetto Bonfigli, Annunciazione, Galleria Nazionale dell'Umbria, Perugia

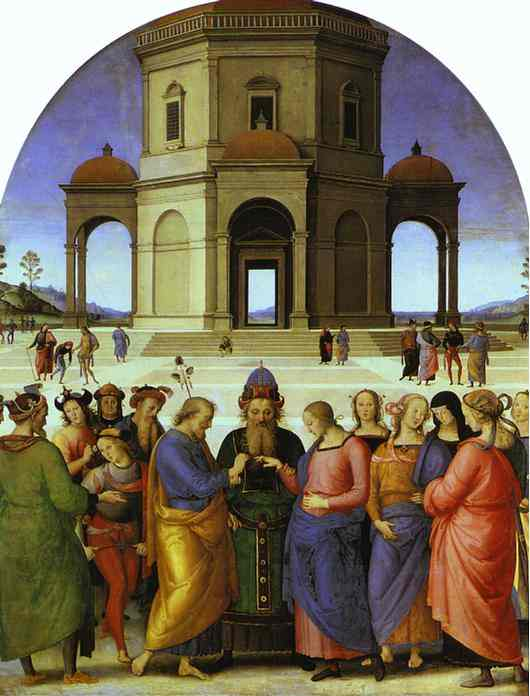
Sposalizio della Vergine, Perugino, in origine presso la Cattedrale di Perugia, oggi al museo di Caen a seguito delle spoliazioni napoleoniche

Poco prima della metà del secolo si registrano già alcuni pittori maturi e attivi in regione, capaci di filtrare alcuni elementi innovativi nel proprio stile: Giovanni Boccati, Bartolomeo Caporali e Benedetto Bonfigli. Quest'ultimo realizzò un ciclo di affreschi con Storie di sant'Ercolano e san Ludovico nella cappella dei Priori a Perugia.
A Foligno, venuti meno i legami con Perugia, il nuovo linguaggio si manifesta, sempre parzialmente, a metà del secolo, nelle opere di Bartolomeo di Tommaso (autore anche della decorazione della cappella Paradisi in San Francesco a Terni), di Nicolò Alunno (Cappella Trinci in Santa Maria in campis) e dell'anonimo artefice della cappella Delle Casse, sempre in Santa Maria in campis.
Tutti questi maestri mostrano un'adesione limitata alle novità rinascimentali: se da un lato le figure acquistano una maggiore monumentalità e verosimiglianza, con un uso più accurato dell'illuminazione e, nel caso di episodi narrativi, uno stile scorrevole, dall'altro permangono alcuni stilemi gotici, come il ricco ornato, il fondo oro e una spazialità arcaica, con un uso inizialmente stereotipato della prospettiva.

## La "Bottega del 1473"

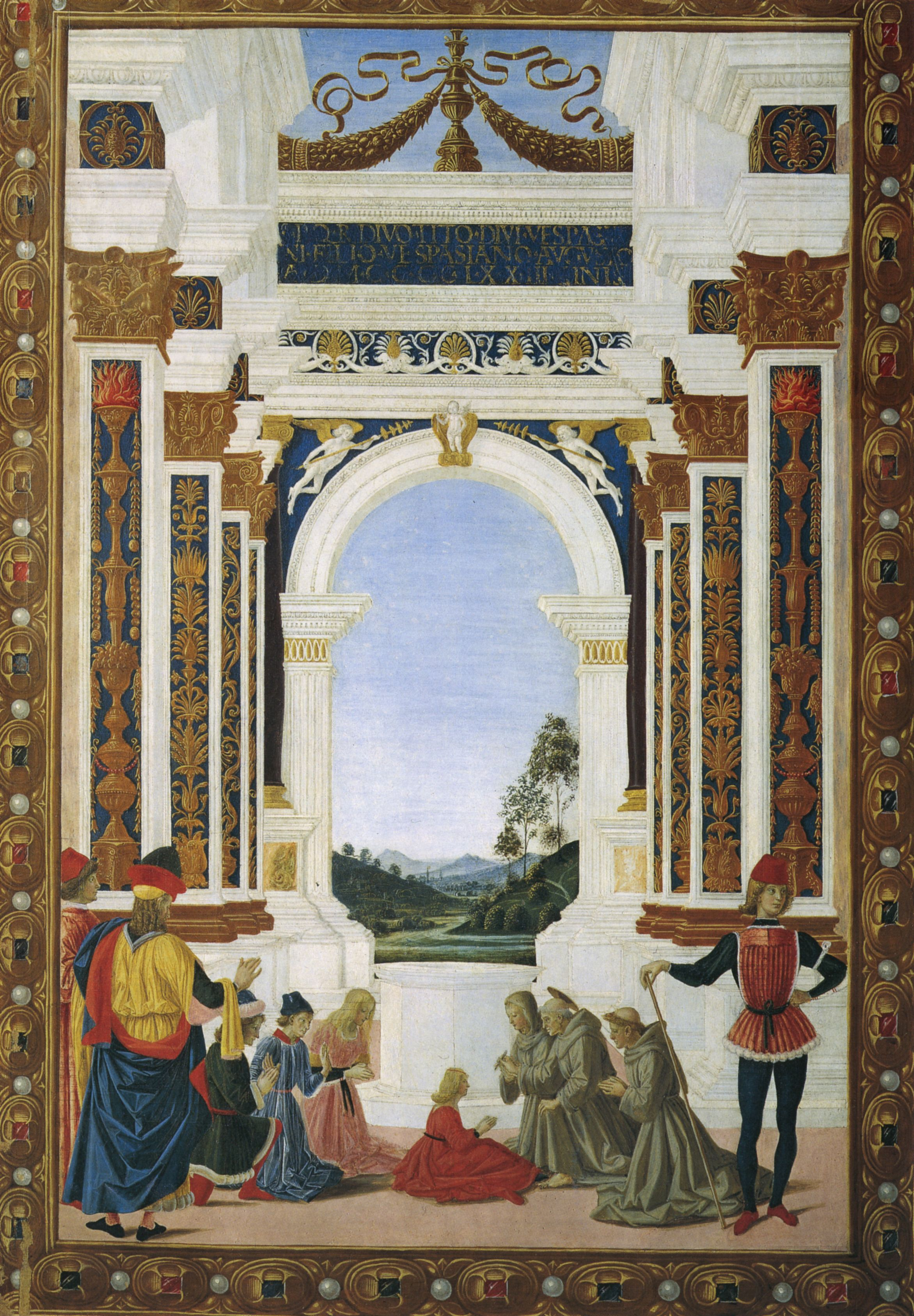
Bottega del 1473 (Perugino?), San Bernardino risana una fanciulla (1473), Galleria Nazionale dell'Umbria

Fu probabilmente la presenza determinate di Piero della Francesca a influenzare la prima opera inequivocabilmente rinascimentale, le otto tavolette delle Storie di san Bernardino. Create per una nicchia contenenti le reliquie o una statua del santo nell'omonimo oratorio a Perugia, vennero realizzate da un team di artisti nel 1473, che va comunemente sotto il nome di "Bottega del 1473". Tra di essi doveva spiccare il giovane Pietro Perugino, artista locale da poco tornato da un periodo formativo a Firenze, nella bottega del Verrocchio.
Il denominatore comune del gruppo fu la prevalenza delle ariose architetture, intonate a colori chiarissimi e nitidi derivati dalla scuola urbinate, le quali organizzano lo spazio popolate da esili figurette, quasi secondarie. L'esuberanza delle decorazioni dei partiti architettonici e l'aspetto esile e etereo di alcune figurine sono invece eredità della scuola locale. Si tratta dopotutto di una riduzione del rigoroso stile pierfrancescano a modi più colloquiali e accattivanti, che garantiranno ai pittori umbri uno straordinario successo.

## Perugino
(Lettera a Ludovico il Moro sugli artisti fiorentini, in particolare Pietro Perugino, 1490)

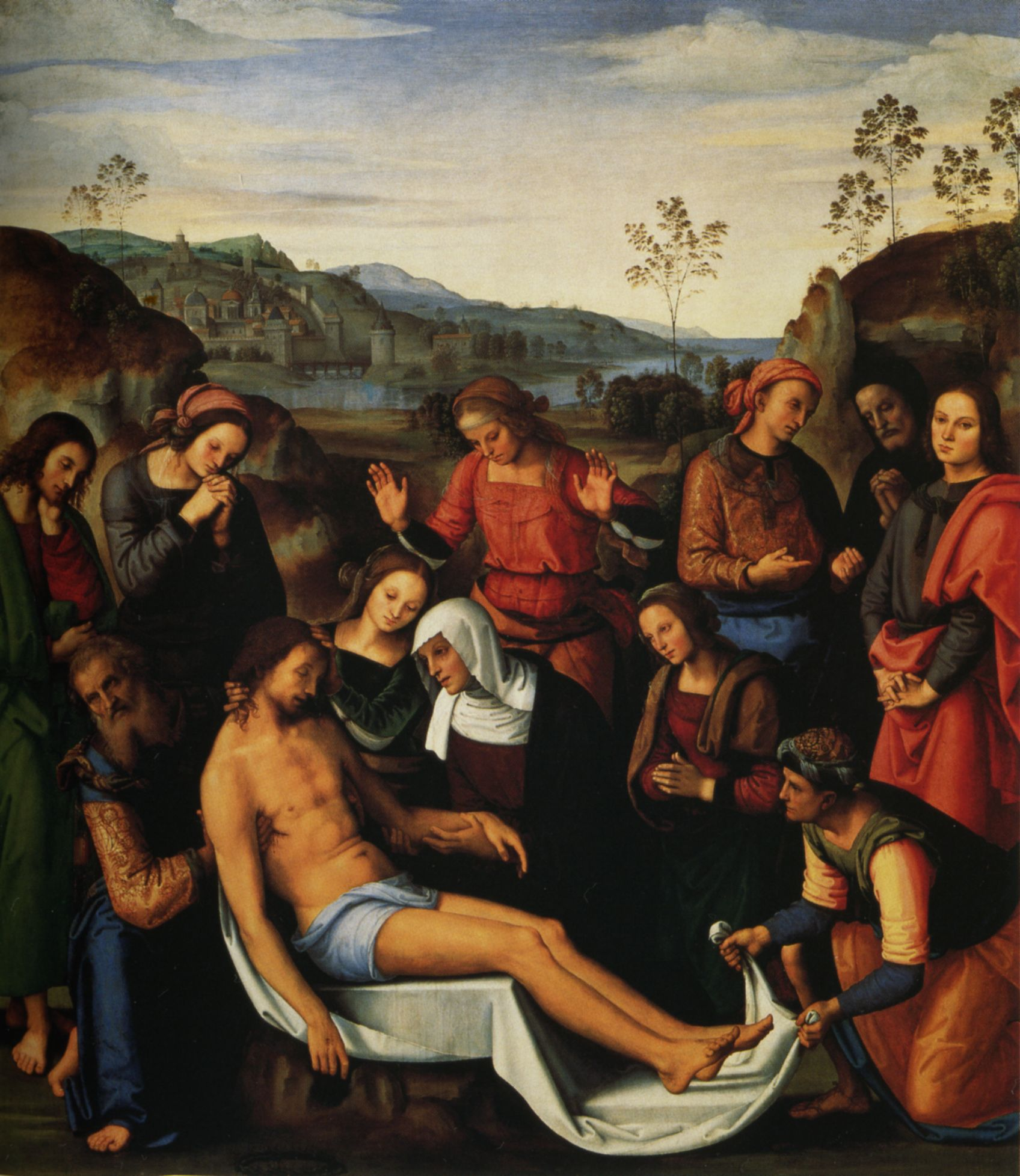
Perugino, Compianto sul Cristo morto (1495), Galleria Palatina, Firenze

Perugino fu il primo a sviluppare quello stile "dolce e soave" che ebbe una notevole fortuna negli ultimi decenni del Quattrocento. I suoi dipinti religiosi, con la loro indefinita caratterizzazione di personaggi e luoghi, intonati a un tono liricio e contemplativo, erano particolarmente appropriati alle pratiche di visualizzazione interiore degli episodi evangelici suggerite dai manuali di orazione contemporanei. Attivissimo a Firenze e a Perugia, dove teneva bottega contemporaneamente, fu tra i protagonisti a Roma della prima fase della decorazione della Cappella Sistina.
Il suo stile è caratterizzato da una morbida luce soffusa, un chiaroscuro che evidenzia la rotondità delle forme, colori sfumati con delicatezza ma ricchi, assenza di drammaticità nelle azioni, paesaggi idilliaci e teatrali architetture di sfondo. Queste caratteristiche sono pienamente riscontrabili in alcune opere uscite dalla sua bottega fiorentina, come la Pietà (1483-1493 circa) o il Compianto sul Cristo morto (1495), dove il soggetto sembrerebbe richiedere una maggiore accensione emotiva.
Il suo capolavoro è considerato il ciclo di affreschi nella sala delle Udienze del Collegio del Cambio a Perugia (1496-1500), dove sviluppò il tema della concordanza tra sapienza pagana e dottrina cristiana allora molto in voga. Nelle sei lunette, poste al di sotto di uno straordinario soffitto a grottesche con tondi delle personificazioni dei Pianeti, Perugino rappresentò le scene della Natività e della Trasfigurazione, oltre a gruppi di Profeti e Sibille e Personificazioni di Virtù al di sopra di eroi e savi dell'antichità. I personaggi sono allineati sul primo piano, in pose bilanciate e artificiose, sullo sfondo di vedute semplificate.

## Pinturicchio

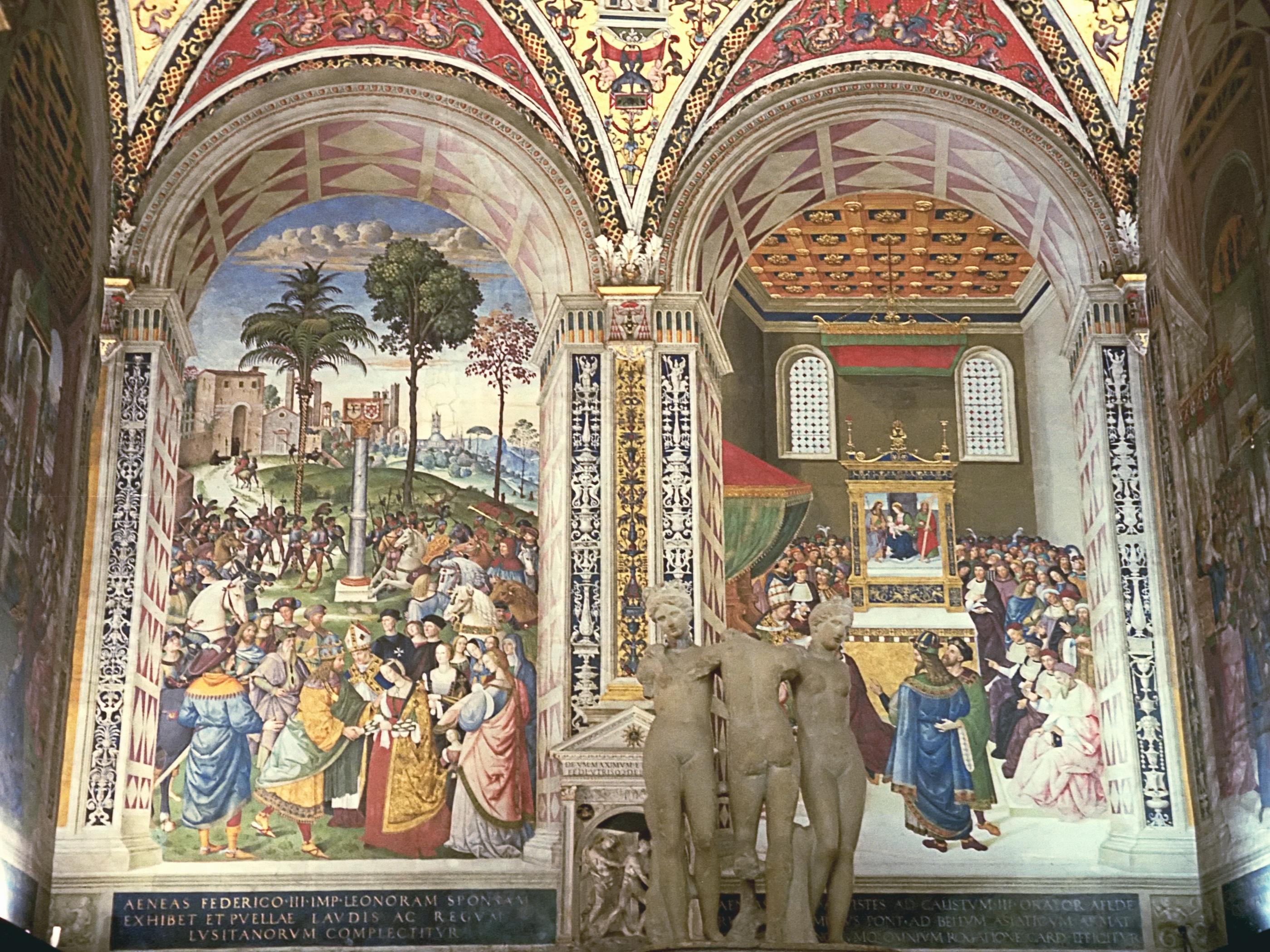
Pinturicchio, Libreria Piccolomini (1502-1508), Duomo di Siena

Pinturicchio, collaboratore di Perugino, lavorò col maestro di Città della Pieve alla Cappella Sistina nel 1481 per poi restare a Roma dopo la partenza degli altri maestri frescanti. Qui, aiutato dalla temporanea mancanza di maestri affermati, si guadagnò commissioni prestigiose da parte di importanti personaggi della curia romana, riscuotendo un enorme successo che lo portò a diventare, allo scadere del secolo, pittore per Innocenzo VIII e Alessandro VI.
Pinturicchio e il suo numeroso seguito di artisti umbri lavorarono nella cappella Bufalini all'Aracoeli (1484-1486), nel palazzo dei Penitenzieri (Soffitto dei Semidei, 1490) e in varie cappelle in Santa Maria del Popolo (dal 1484), dove dispiegò il suo vivace gusto ornamentale e una facile vena narrativa, con una progressiva ricerca di effetti scenografici.
Il suo stile, reso di ampio respiro dalle composizioni sontuose imparate da Perugino e caratterizzato da una decorazione sovrabbondante di motivi all'antica a dorature, ebbe un particolare successo agli occhi di papa Alessandro, al secolo Rodrigo Borgia, probabilmente perché gli ricordava l'esuberanza dell'arte catalana nella sua terra d'origine. A lui commissionò l'ambizioso ciclo decorativo dell'Appartamento Borgia (1492-1494).
Il culmine della sua arte venne raggiunto nelle Storie di papa Pio II nella Libreria Piccolomini a Siena (1502-1508), dove tuttavia l'artista utilizzò cartoni di Raffaello.

## Luca Signorelli
Luca Signorelli, toscano d'origine, è tuttavia spesso associato alla scuola umbra per la formazione avvenuta al seguito di Perugino, del quale prese il posto nella Cappella Sistina dopo la sua partenza nel 1481. Il suo capolavoro dopotutto si trova in Umbria: la decorazione ad affresco della cappella di San Brizio nel duomo di Orvieto, avviata nel 1499. Il tema scelto è quello dell'Apocalisse, con scene concitate e espressive, in cui si coglie una diretta connessione con i turbamenti causati dal precipitare della situazione politica e sociale negli anni novanta del Quattrocento e i presagi catastrofici sull'avvicinarsi della metà del secondo millennio. Alcune allusioni infatti, come la Predica dell'Anticristo, ricordano i recenti avvenimenti legati alla caduta di Savonarola a Firenze (come ribadiscono i costumi contemporanei).
Nella Resurrezione della carne la massa di corpi ignudi che risorgono è un'esaltazione energetica che prelude ormai all'epica celebrazione della bellezza del corpo umano di Michelangelo.

## Il giovane Raffaello

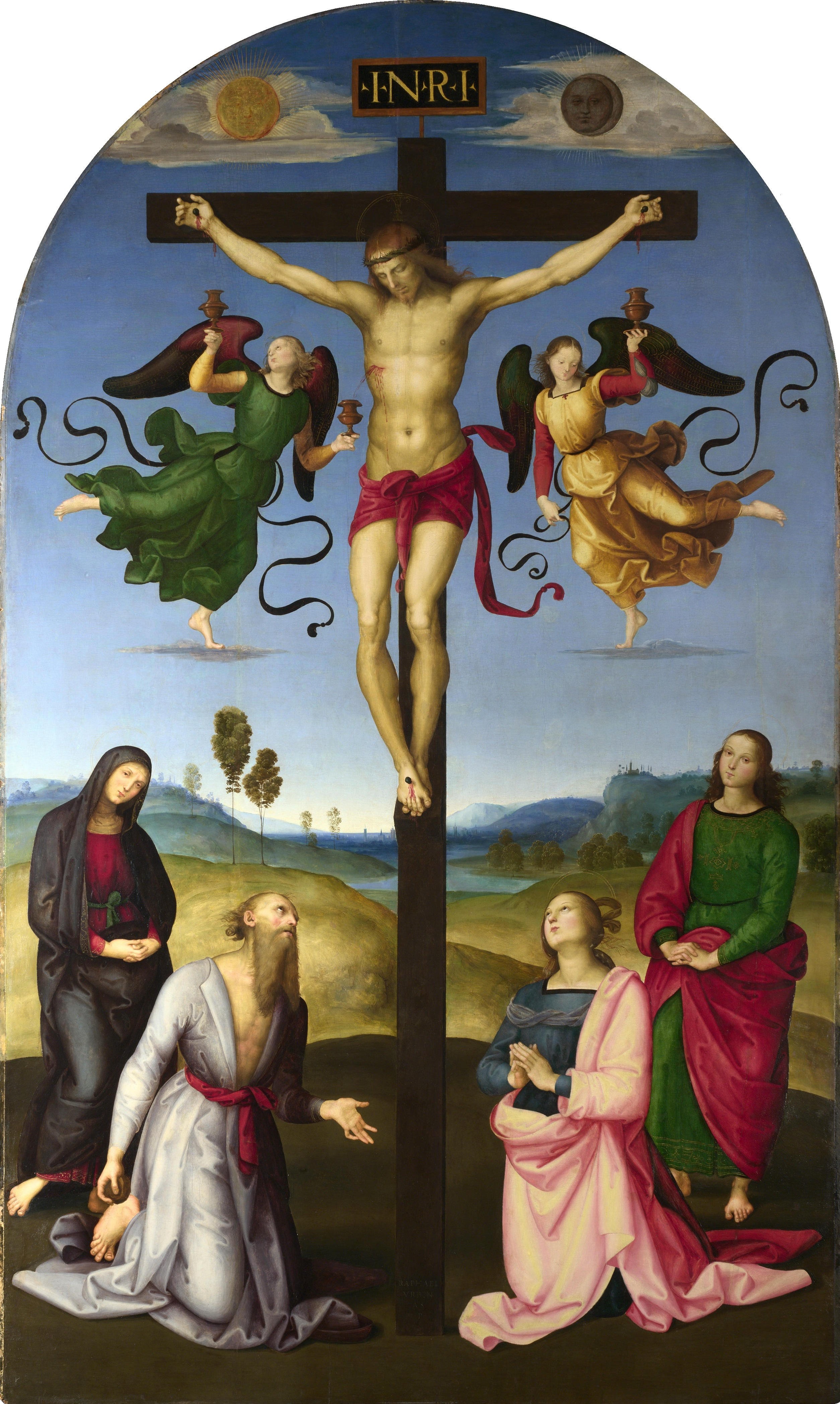
Raffaello, Crocifissione Gavari (1503)

Ai centri umbri è legata anche la prima attività di Raffaello Sanzio, originario di Urbino e menzionato per la prima volta come "maestro" nel 1500 (a circa diciassette anni), per una pala d'altare destinata a Città di Castello. Nella stessa città dipinse altre tavole destinate a varie chiese, tra cui una Crocifissione (1503) e uno Sposalizio della Vergine (1504). Qualche anno dopo realizzò per la Cappella Oddi in San Francesco al Prato a Perugia un'Incoronazione della Vergine. In tutte queste opere traspaiono evidenti i debiti col Perugino, con una ripresa dei suoi modelli e schemi compositivi, aggiornati però con un disegno più attento al dato naturale di espressioni e atteggiamenti.
Ad esempio nella citata Crocifissione Gavari le figure sono inserite più saldamente nel paesaggio, con una disposizione "a cuneo" ai piedi della croce, e le gambe di Cristo hanno uno scorcio adattato per una veduta leggermente da sinistra del dipinto, tenendo conto della posizione naturale dello spettatore nella collocazione originaria. Queste attenzioni all'ottica sono sicuramente legate alla cultura figurativa urbinate, che formava la base del linguaggio del giovane artista.
Nel 1503, in occasione probabilmente del viaggio a Roma per assistere all'incoronazione di Giulio II, Raffaello realizzò un dittico oggi smembrato, con il Sogno del cavaliere e le Tre Grazie, che ripropongono il soggetto antico del confronto tra virtus e voluptas, reinterpretato in chiave moderna come armonizzazione reciproca, piuttosto che come opposizione diametrale insanabile.
Nel 1504, mentre l'artista è a Siena ad aiutare Pinturicchio nella Libreria Piccolomini, arriva l'eco dello scalpore a Firenze per la Battaglia di Anghiari: Raffaello allora parte, preparandosi a una svolta epocale.

## Altri maestri e diffusione

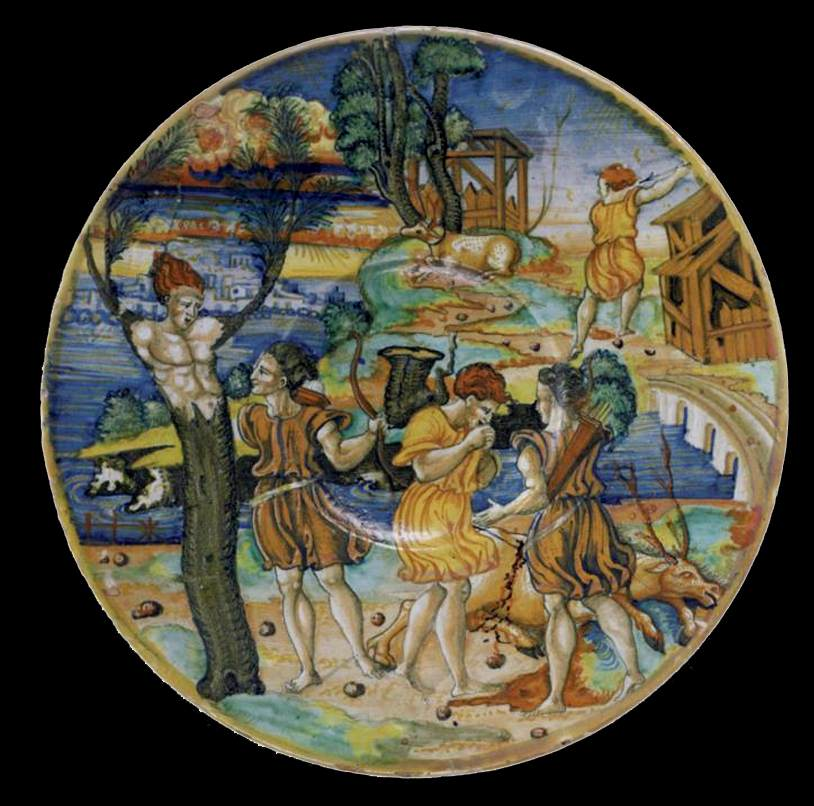
Ceramica a "Lustro" rappresentante la metamorfosi di Ciparisso, Mastro Giorgio Andreoli

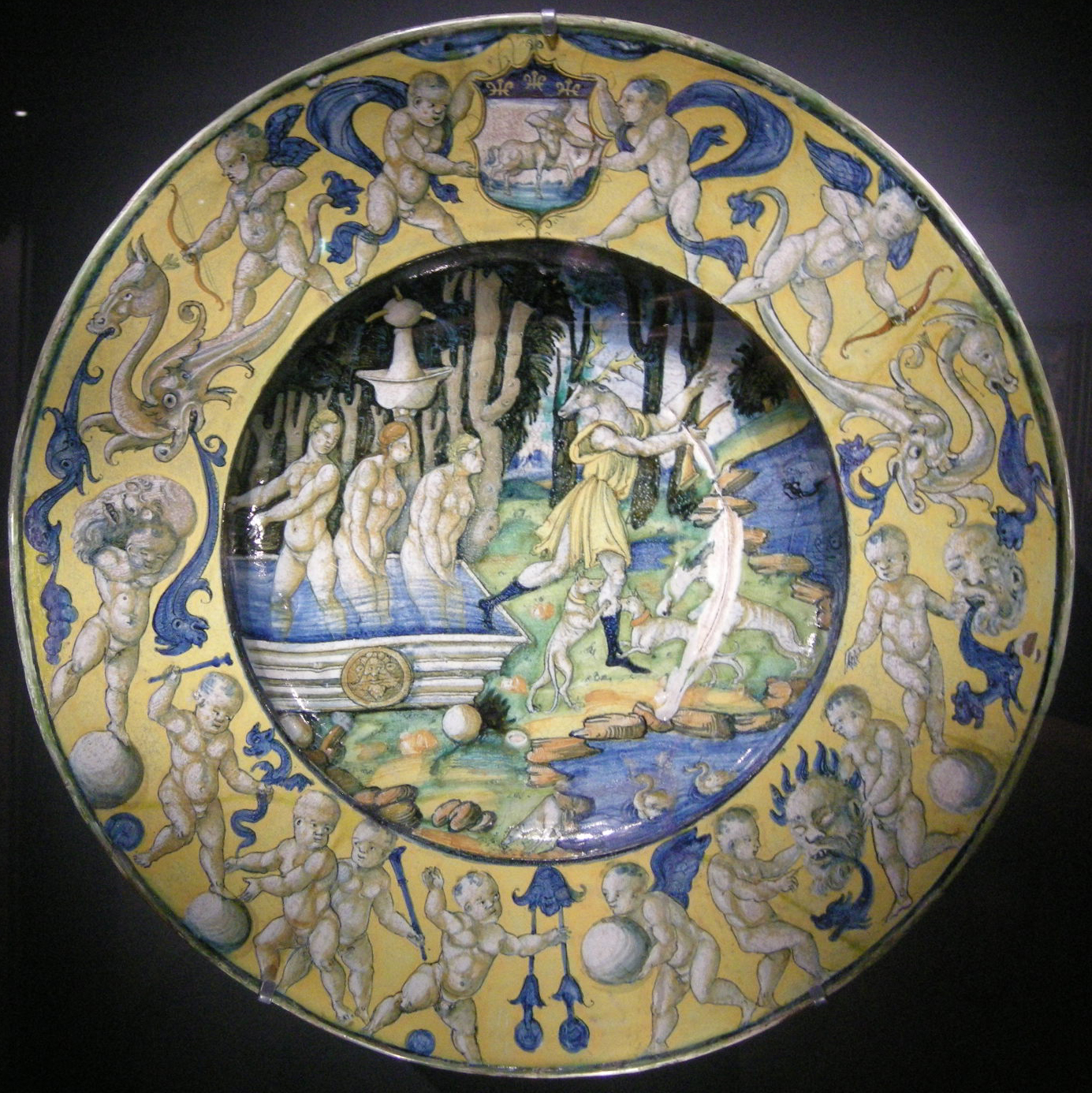
Maiolica di Deruta, piatto con Diana e Atteone (1525), National Gallery of Victoria, Melbourne

Lo straordinario successo dello stile umbro dei primi anni del Cinquecento fu all'origine di un'ampia diffusione di quello che viene anche chiamato "Stile Perugia 1500". Oltre ai grandi maestri restano alcune figure le cui opere sono in larga parte perdute o in larga parte ancora da approfondire, come Piermatteo d'Amelia, Tiberio di Diotallevi e Pietro Galeotto, ai quali vanno aggiunti artisti dal profilo incerto come Andrea d'Assisi e Sante di Apollonio.
A Città di Castello la Signoria dei Vitelli portò in città artisti come Luca Signorelli, Giorgio Vasari, Bartolomeo della Gatta, Giovanni da Piamonte (collaboratore di Piero della Francesca), ecc.
Lo stile umbro fu poi popolare negli intagli lignei, nelle tarsie, nelle stoffe e nelle maioliche, soprattutto la maiolica di Deruta e quella realizzata con la tecnica del lustro, tipica di Gubbio.